# Волове серце (сорт)

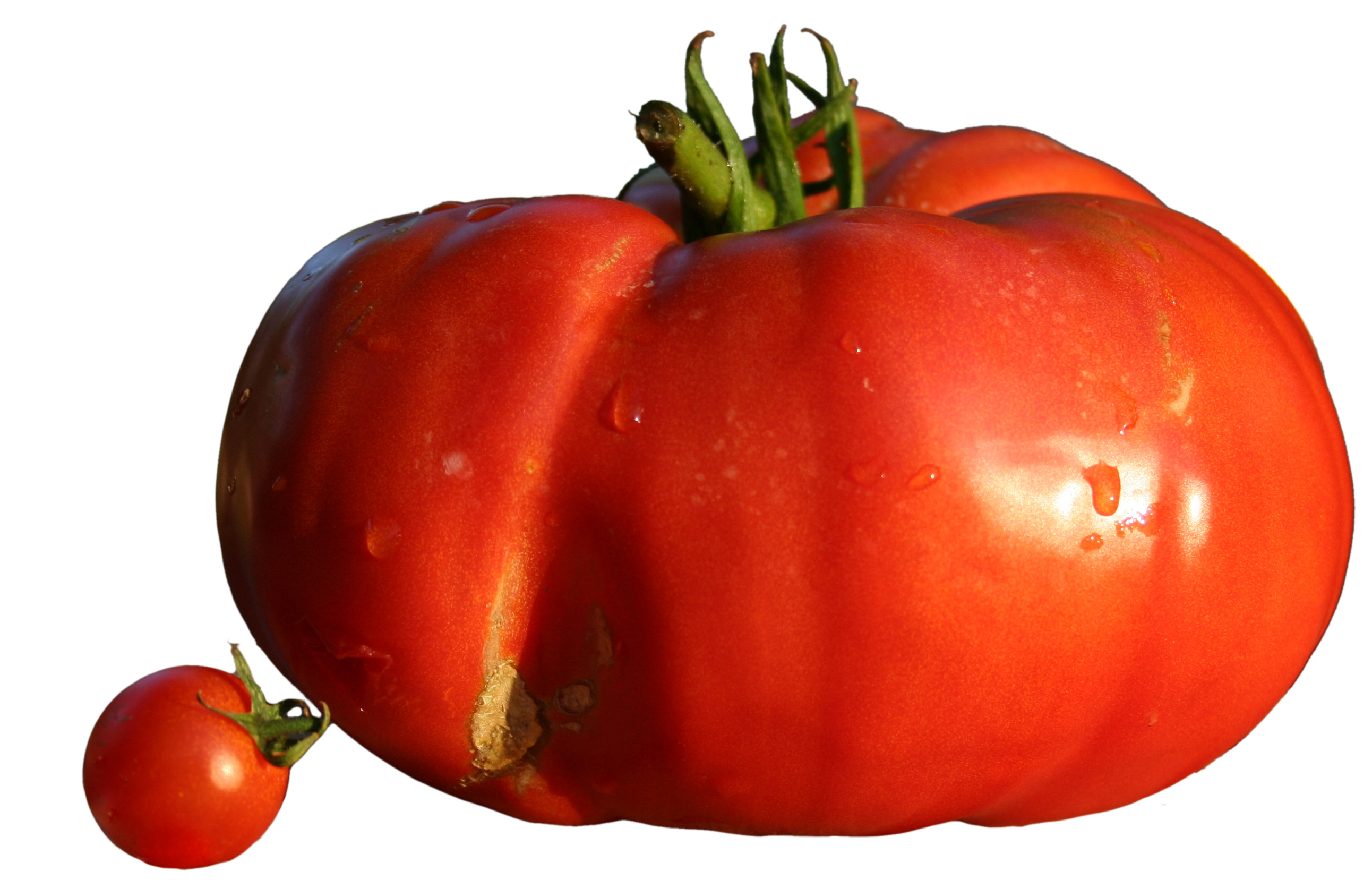
Помідор «Черрі» та «Волове серце».

Волове серце (англ. Bulls Heart або англ. Giant Ox Heart, італ. cuor'di bue, фр. cœur de bœuf, нім. Ochsenherz) — народний середньоранній сорт помідорів, який давно вирощується в слов'янських країнах, зокрема Україні.
Високоврожайний сорт. До дозрівання плодів минає 105—115 днів. Рослина індетермінантна заввишки 2—3 м. Витримує незначні короткочасні заморозки, плодоносить включно до початку жовтня, у разі укриття на час заморозків — навіть і довше. Плоди серцеподібні, слаборебристі, рожевого (малинового), жовтого або оранжевого забарвлення, масою не менше 400 г.
Рослини масивні, тому потребують міцної підпори, яка б не завалилася під їхньою вагою. Потребують багато сонця, хоча витримують і помірне затінення, стійкі до захворювань. Одна рослина здатна дати за сезон понад 10 кг плодів.
На основі даного сорту виведено безліч німецьких, голландських, американських сортів. Декілька селекціонерів із різних країн заявляли права на цей сорт, який практично існував і без них.
Основне забарвлення помідора «Волове серце» — малинове (рожеве). Також бувають помідори жовтого кольору («Волове серце золоте») та помаранчевого «Волове серце оранжеве».
Плоди, які не встигли дозріти, збирають до початку заморозків (в центральній Україні близько 3 жовтня), розкладають на столах або складають у ящики і пересипають тирсою або соломою, і поміщають в прохолодне приміщення, де вони можуть лежати до кінця листопада. На насіння краще залишати красиві й великі плоди на рослинах, які протягом літа нічим не хворіли, дали найкращий урожай. Найкраще підходить для висіву насіння з плодів, які визріли на початку вересня природним шляхом.